# 水上村立岩野小学校

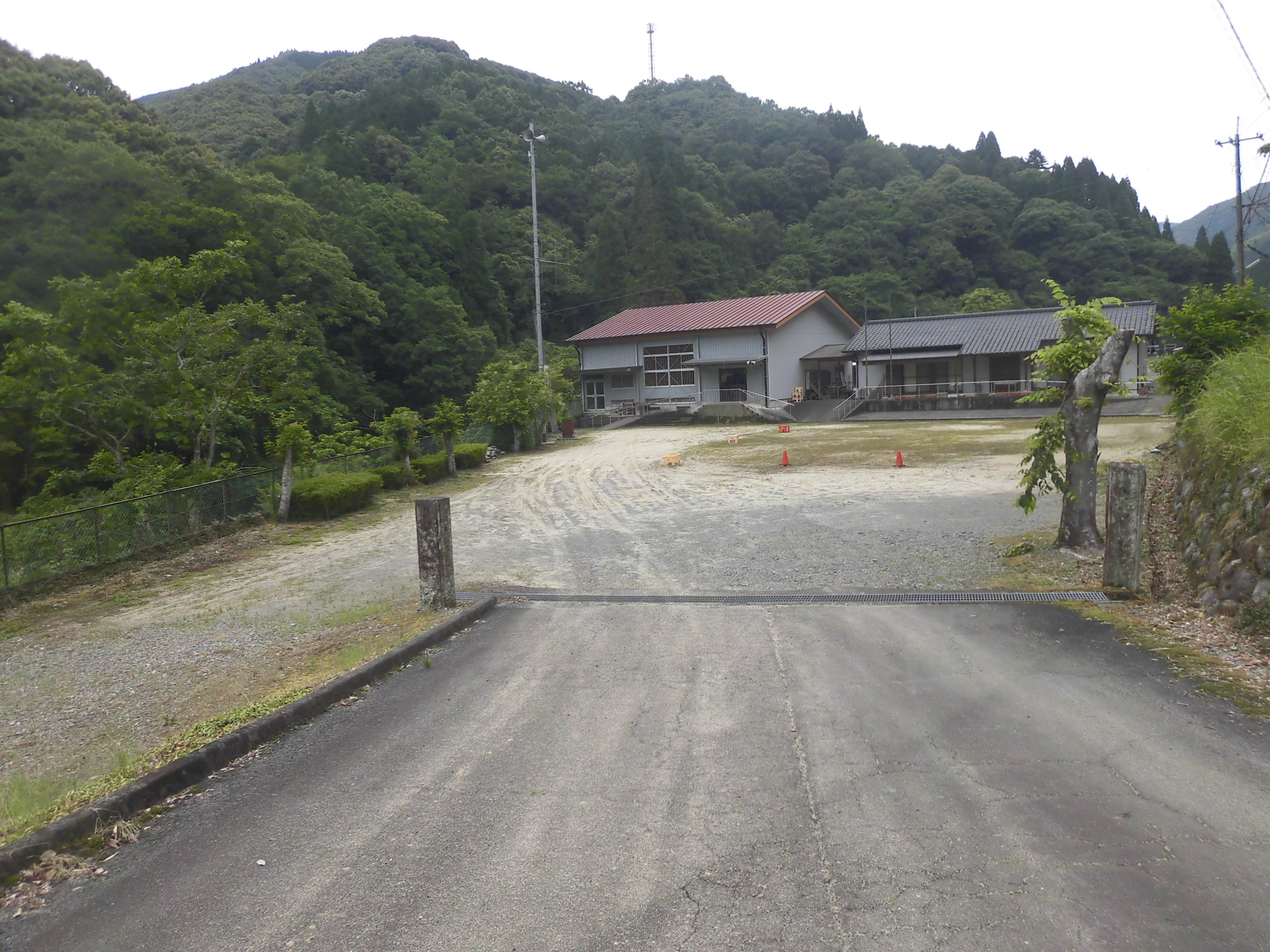
旧・川内分校跡

水上村立岩野小学校（みずかみそんりつ いわのしょうがっこう）は、かつて熊本県球磨郡水上村にあった公立の小学校。
2023年（令和5年）3月末をもって閉校し、湯山小学校・水上中学校とともに、義務教育学校「水上村立水上学園」に統合された。

## 概要
歴史
1873年（明治6年）創立。現校名となったのは1947年（昭和22年）。創立から150年を迎えた2023年（令和5年）に村内の小中学校の統合により閉校した。
校訓
「自主・創意・忍耐」- 1989年（平成元年）に制定。
校章
月桂樹と桜の花弁を背景にして、中央に「岩」の文字を配している。
校歌
作詞は山口白陽、作曲は有馬俊一による。歌詞は3番まであり、各番に校名の「岩野校」が登場する。
通学区域
水上村の南西端に位置する「岩野地区」および「江代地区（旧・水上村立古屋敷小学校区）」。中学校区は水上村立水上中学校であった。

## 沿革
- 1873年（明治6年）2月11日 - 「岩野小学校」が創立。
- 1877年（明治10年）4月 - 西南の役により、校舎を焼失。龍泉寺を仮校舎として授業を再開。
- 1879年（明治12年）3月 - 校舎を再建（復旧）。
- 1883年（明治16年）8月 - 風災により校舎が倒壊。旧・村役場を仮校舎として授業を再開。
- 1887年（明治20年）- 小学校令の施行により、尋常科（4年制）を設置の上。「尋常岩野小学校」に改称。
- 1889年（明治22年）4月1日 - 町村制の施行により、球磨郡「岩野村」が発足。
- 1892年（明治25年）- 「岩野尋常小学校」に改称。
- 1895年（明治28年）11月1日 - 球磨郡3村（湯山・岩野・江代）が合併して「水上村」が発足。
- 1908年（明治41年）4月 - 改正小学校令により、尋常科（義務教育年限）が4年制から6年制に改められたことにより、尋常科5年を新設。
- 1909年（明治42年）4月 - 尋常科6年を新設。
- 1915年（大正4年）4月 - 高等科（2年制）を併置の上、「岩野尋常高等小学校」に改称[1]。
- 1919年（大正8年）1月 - 川内分校を設立。
- 1920年（大正9年）10月 - 校舎を改築。
- 1933年（昭和8年）10月 - 運動場を拡張。分校校舎を講堂として本校に移築。
- 1941年（昭和16年）4月1日 - 「水上村岩野国民学校」と改称。尋常科を初等科に改める。
- 1947年（昭和22年）- 学制改革が行われる（六・三制の実施）。
  - 4月1日 - 国民学校初等科は、新制小学校「水上村立岩野小学校」（最終名）に改組・改称。
  - 5月8日 - 国民学校高等科は、青年学校普通科とともに、新制中学校「水上村立水上中学校 岩野分室」に統合される。
- 1952年（昭和27年）11月 - 水上中学校岩野分室が閉鎖される。
- 1955年（昭和30年）9月 - 台風により、講堂が倒壊。
- 1956年（昭和31年）9月 - 講堂併設理科室が完成。
- 1959年（昭和34年）12月 - 新校舎（本館）が完成。
- 1963年（昭和38年）3月 - 理科実験室が完成。
- 1967年（昭和42年）4月 - 簡易プールが完成。
- 1968年（昭和43年）1月 - 完全給食を開始。
- 1970年（昭和45年）4月 - 特殊学級を開設。
- 1971年（昭和46年）8月 - 台風により、川内分校の運動場が決壊。
- 1972年（昭和47年）4月 - 熊本県立多良木高等学校水上分校が併設される。
- 1973年（昭和48年）11月 - 創立100周年記念式典を挙行。
- 1974年（昭和49年）
  - 7月 - プールが完成。
  - 11月 - 川内分校の集会室が完成。
- 1977年（昭和52年）9月 - 米飯給食を開始。
- 1979年（昭和54年）10月 - 川内分校を廃止。
- 1980年（昭和55年）4月1日 - 川内分校を統合（統合式は3月7日に挙行）。
- 1981年（昭和56年）3月 - 特殊学級を廃止。
- 1989年（平成元年）11月 - 校訓が完成。
- 1990年（平成2年）3月 - 多良木高等学校水上分校が廃止される。
- 1993年（平成5年）
  - 4月 - 旧・多良木高等学校水上分校跡地に、校舎を改築の上、移転を完了。
  - 6月 - 運動場を整備。
- 1994年（平成6年）1月 - 体育館を改築。
- 2001年（平成13年）4月1日 - 水上村立古屋敷小学校および柳原分校を統合。6名が転入。
- 2002年（平成14年）5月 - 給食センターが完成。
- 2003年（平成15年）5月 - 運動場を整備。
- 2009年（平成21年）11月 - 校舎の耐震改修工事を実施。
- 2011年（平成23年）10月 - 図書館を改築。
- 2012年（平成24年）12月 - 太陽光発電を設置。
- 2021年（令和3年）9月 - 水上村教育委員会の主催で、小中一貫教育第1回説明会を実施。
- 2023年（令和5年）
  - 3月18日 - 閉校式典を挙行。
  - 3月31日 - 義務教育学校水上村立水上学園への統合により、閉校。

閉校後
- 2023年（令和5年）4月1日 - 新設の義務教育学校「水上学園」の校舎完成までの間、前期課程（6年間、小学校に相当）が旧・岩野小学校の校舎・校地に設置される。施設分離型（岩野小学校と水上中学校）でのスタートとなる。
- 2024年（令和6年）4月1日 - 水上学園校舎の増改築が完了し、旧・水上中学校校舎・校地への移転を完了。施設一体型の義務教育学校となる。

## 交通アクセス
最寄りの鉄道駅
- くま川鉄道 湯前線「湯前駅」

最寄りのバス停留所
- 九州産交バス「旧岩野小学校前」停留所

最寄りの幹線道路
- 国道446号・国道388号
- 熊本県道161号五木湯前線

## 周辺
- 水上村役場 教育課（水上村教育委員会）
- 水上村村民体育館
- 水上村学校給食センター
- 岩野保育所
- 水上郵便局
- 小川内川